# Classification à facettes
 (août 2025).
La mise en forme du texte ne suit pas les recommandations de Wikipédia : il faut le « wikifier ».
Les points d'amélioration suivants sont les cas les plus fréquents. Le détail des points à revoir est peut-être précisé sur la page de discussion.
- Les titres sont pré-formatés par le logiciel. Ils ne sont ni en capitales, ni en gras.
- Le texte ne doit pas être écrit en capitales (les noms de famille non plus), ni en gras, ni en italique, ni en « petit »…
- Le gras n'est utilisé que pour surligner le titre de l'article dans l'introduction, une seule fois.
- L'italique est rarement utilisé : mots en langue étrangère, titres d'œuvres, noms de bateaux, etc.
- Les citations ne sont pas en italique mais en corps de texte normal. Elles sont entourées par des guillemets français : « et ».
- Les listes à puces sont à éviter, des paragraphes rédigés étant largement préférés. Les tableaux sont à réserver à la présentation de données structurées (résultats, etc.).
- Les appels de note de bas de page (petits chiffres en exposant, introduits par l'outil «  Source ») sont à placer entre la fin de phrase et le point final[comme ça].
- Les liens internes (vers d'autres articles de Wikipédia) sont à choisir avec parcimonie. Créez des liens vers des articles approfondissant le sujet. Les termes génériques sans rapport avec le sujet sont à éviter, ainsi que les répétitions de liens vers un même terme.
- Les liens externes sont à placer uniquement dans une section « Liens externes », à la fin de l'article. Ces liens sont à choisir avec parcimonie suivant les règles définies. Si un lien sert de source à l'article, son insertion dans le texte est à faire par les notes de bas de page.
- La présentation des références doit suivre les conventions bibliographiques. Il est recommandé d'utiliser les modèles {{Ouvrage}}, {{Chapitre}}, {{Article}}, {{Lien web}} et/ou {{Bibliographie}}. Le mode d'édition visuel peut mettre en forme automatiquement les références.
- Insérer une infobox (cadre d'informations à droite) n'est pas obligatoire pour parachever la mise en page.

Pour une aide détaillée, merci de consulter Aide:Wikification.
Si vous pensez que ces points ont été résolus, vous pouvez retirer ce bandeau et améliorer la mise en forme d'un autre article.
Une classification à facettes est un système de classification de bibliothèque analytico-synthétique et pragmatique, dont les critères de classification ne sont pas homogènes.

## Histoire
Outre la classification de Condorcet, la première classification à facettes, du nom de Classification Colon (CC), a été élaborée en 1924 par un mathématicien et bibliothécaire indien Shiyali Ramamrita Ranganathan pour résoudre le problème posé par Jorge Luis Borges : « Comment ranger les livres dans une bibliothèque quand on sait qu'il y en a des grands et des petits, des livres d'histoire et des romans, des auteurs qui ont écrit les deux et des collections reliées qui traitent de tout et que l'on doit y ajouter les dossiers correspondant aux différents sujets ? ».
Ranganathan développe ce concept de facettes en l’introduisant dans la gestion de documents, plus particulièrement pour classer les livres de bibliothèques. Il propose un premier niveau de division entre les grands domaines de la connaissance, connu sous le nom de « facettes » principales. 
Les fondements conceptuels de la théorie de Ranghanathan sont traités en profondeur dans son ouvrage Prolegomena to Library Classification (1967), au sein duquel celui-ci dégage cinq catégories élémentaires dont les fondements philosophiques et linguistiques sous-tendraient des primitifs sémantiques universaux et indépendants dans le langage naturel. Selon Ranganathan, un document peut donc être décrit selon cinq facettes (PMEST) : 
1. Personnalité : le concept principal du document
2. Matière : une substance ou une propriété
3. Énergie : l'opération ou action subie par l'objet
4. Espace : localisation géographique
5. Temps : localisation chronologique et temporelle.

Parallèlement aux développements issus des travaux de Ranganathan, une théorie similaire voit le jour en 1955 à la lumière des travaux d'un groupe de recherche britannique, le Classification Research Group (en) (CRG). Le CRG s’oppose quelque peu aux conceptions de Ranganathan quant à la notion de catégorie fondamentale et propose pour sa part un ensemble de 13 facettes inter reliées, dont l’application semble cependant davantage restreinte aux domaines des sciences naturelles : 
1. Entité
2. Type
3. Partie
4. Propriété
5. Matériau
6. Processus
7. Opération
8. Agent
9. Patient
10. Produit
11. Produit dérivé
12. Espace
13. Temps[3]

## Description
On parle donc d’une classification des concepts plutôt que des sujets, une facette représentant un critère de division non hiérarchique. Cette approche de classification viendrait remplacer les systèmes de classification hiérarchique, dont la rigidité de sa structure rend difficiles les modifications du schéma primitif surtout aux niveaux supérieurs. Chaque classe est divisée par un seul critère et si l'on divise une classe selon plusieurs critères, on ne peut le faire que par divisions successives à des niveaux différents. De plus, le seul type de relation sémantique pris en considération dans ce modèle de classification est la relation hiérarchique. 
La classification par facettes est une alternative venant répondre aux faiblesses des méthodes de recherche traditionnelle (hiérarchique). Par opposition aux systèmes traditionnels hiérarchiques, les modèles à facettes présentent en effet la flexibilité d’admettre l’intégration de composantes qui sont mutuellement exclusives. Du point de vue de l’utilisateur, ces systèmes présentent en ce sens l’avantage d’un accès facilité à l’information en raison d’un plus grand nombre de voies de navigation possibles menant à un même document,.
Selon des approches récentes, « l’efficacité des classifications à facettes réside dans leur capacité à intégrer l’analyse des différentes dimensions d’un objet informationnel, facilitant la caractérisation et l’accès à cette information par le biais de multiplies perspectives. » La recherche par facettes maximise la précision dans la recherche d’information, en se concentrant davantage sur l’établissement des liens fonctionnels et pragmatiques entre concepts et/ou sujets, plutôt que des relations strictement taxinomiques, ce qui permet ainsi de mieux gérer l’information institutionnelle à travers son cycle de vie et de répondre plus rapidement à un besoin.
Les concepts généraux, comme l'informatique ou la médecine, se déclinent en listes prédéterminées d'objets, d'actions, et de propriétés. L'espace et le temps sont communs à tous ces concepts. D'autres concepts peuvent être ajoutés, ce qui étend les possibilités de cette classification. L'obligation d'enchaîner les propriétés toujours dans le même ordre permet d'aboutir à une notation homogène afin de classer les livres. La notation utilise en outre des lettres, des chiffres, des caractères grecs et différents signes de ponctuation, qui lui donnent son nom de Classification Colon. 

## Notion de facettes
Bien qu’il soit communément répandu dans le domaine des sciences de l’information d’employer le terme de facettes, il demeure néanmoins un certain flou terminologique à son égard,, celui-ci tendant tantôt à s’assimiler aux notions de catégorie ou de classe, tantôt à celles de caractéristique, de composante ou encore d’attribut,. La multiplicité de ces acceptions semble néanmoins reposer sur une même volonté de fonder l’organisation de la connaissance sur la possibilité d’envisager la réalité sous divers angles, divers aspects, diverses perspectives particulières. Cette approche de l’organisation de la connaissance serait elle-même motivée par l’idée qu’il existe une multiplicité de perspectives sous lesquelles concevoir la réalité, de sorte que tout phénomène complexe peut être considéré et dès lors décomposé selon plusieurs points de vue, plusieurs facettes qui le caractérisent,. 
Tel que définie, la notion de facette constitue donc à la fois un principe de regroupement et de division, permettant simultanément de rassembler au sein d’une même catégorie un sous-ensemble d’éléments ayant un certain attribut en commun et de le distinguer par le fait même d’autres sous-ensembles potentiels issus d’un même ensemble d’éléments. En ce sens, la notion de facette permet d’une part de caractériser en lui-même un sous-ensemble donné de cette réalité et d’autre part de le positionner au sein des rapports d’opposition qu’il entretient avec d’autres sous-ensembles, avec lesquels il fait contraste.

## Applications courantes utilisant cette approche
Les systèmes de classification à facettes ont grandement gagné en popularité depuis l’avènement du numérique, particulièrement pour le déploiement d’interfaces de recherche web, incluant les sites web de commerce électronique,,. C'est d'ailleurs une classification de ce genre qui a été adoptée par Yahoo! pour son annuaire. 
Ces systèmes ont également suscité le développement de nombreuses applications en sciences de l’information, plus spécifiquement en bibliothéconomie, notamment dans le domaine de l’indexation, de la recherche d’information ou encore du repérage de documents dans des systèmes spécialisés. Certains développements récents ont aussi vu le jour dans le domaine de l’archivistique sous la forme d’outils d’indexation et de repérage de documents d’activités ou de fonds d’archives historiques. Les systèmes de classification à facettes sont par ailleurs largement exploités pour la conception des catalogues de recherche dans les bibliothèques universitaires, où les facettes se présentent sous la forme de mots-clés permettant de filtrer les résultats de recherche en fonction d’éléments issus des notices bibliographiques (support du document, auteur, date de publication, langue, sujet, etc.),.  